# Louis-Albert Bourgault-Ducoudray

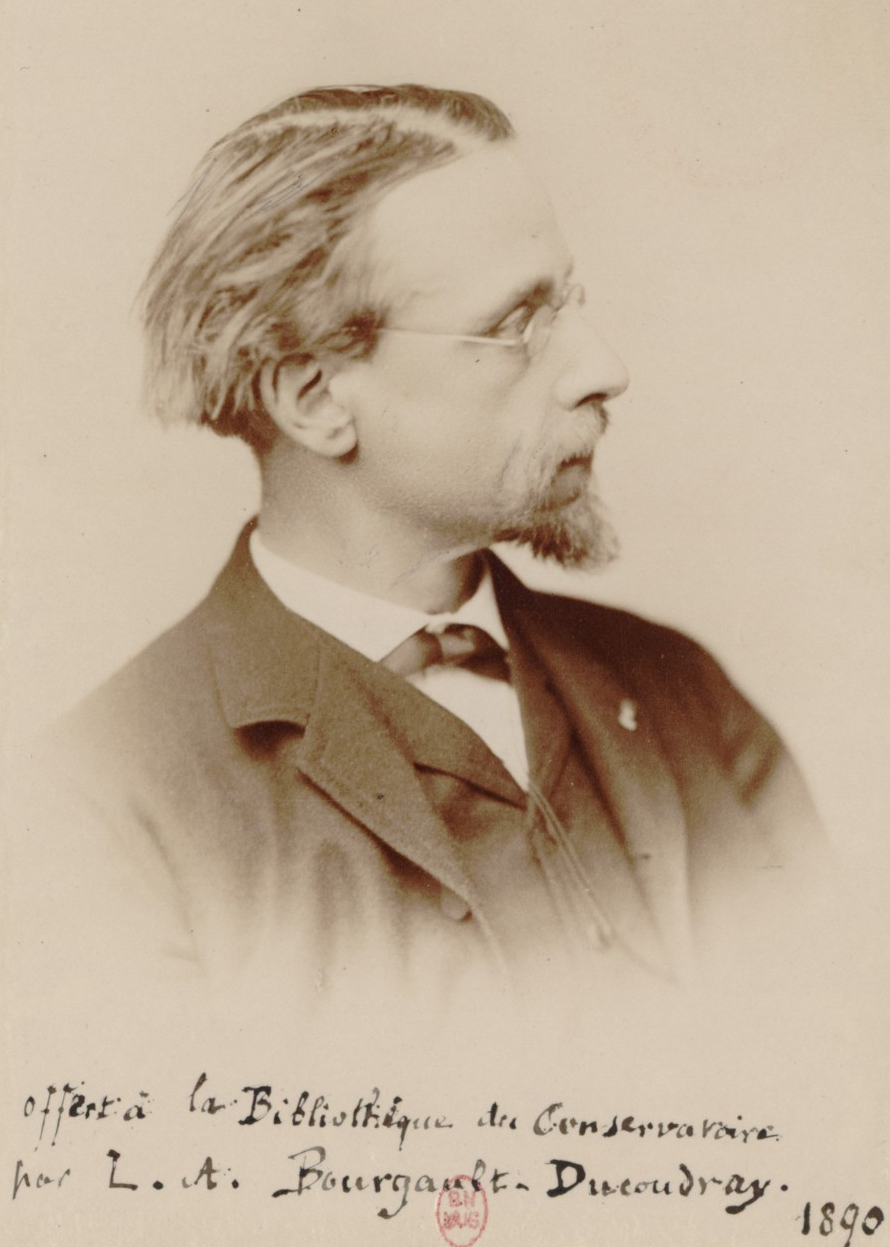
Louis-Albert Bourgault-Ducoudray

Louis-Albert Bourgault-Ducoudray (* 2. Februar 1840 in Nantes; † 4. Juli 1910 in Vernouillet) war ein französischer Komponist.
Bourgault-Ducoudray studierte am Pariser Konservatorium bei Ambroise Thomas. Er gewann den Prix de Rome und unternahm 1874 eine Reise durch Griechenland und den Orient, wo er griechische Volkslieder sammelte. Ab 1878 unterrichtete er Musikgeschichte am Konservatorium.
Er komponierte Opern, ein Oratorium, Kantaten, Orchesterstücke, kammermusikalische Werke sowie griechische, orientalische, bretonische, walisische, schottische und irische Lieder.
1887 wurde er zum assoziierten Mitglied der Académie royale des Sciences, des Lettres et des Beaux-Arts de Belgique gewählt.

## Werke (Auswahl)
- Le Carnaval d’Athènes
- Rhapsodie Cambodgiene
- Symphonie réligieuse
- Jeanne la Patrie, Oratorium
- Jeanne Flachette, Kantate
- Louise de Mézières, Kantate
- L’Atelier de Prague, komische Oper, 1858
- Michel Colomb, komische Oper, 1887
- Thamara, Oper, 1891
- Anne de Bretagne, Große Oper, 1892
- Myrdhin, Légende dramatique, 1912